# Норвежки черен елкхунд
Норвежкият черен елкхунд (на норвежки: Norsk Elghund Sort) е порода кучета произхождаща от Норвегия. Влиза в групата на шпицовете и е разновидност на норвежкия елкхунд. Той е по-малък от другата разновидност – норвежкия сив елкхунд и е създаден в началото на 19 век. На букмол думата „elghund“ означава „лосово куче“ и е съставена от думите „elg“ – „лос“ и „hund“ – „куче“.
По външен вид норвежките черни елкхунди са типични шпицове, с компактно тяло, тъмни очи, изправени уши и опашка, завита на гърба. Имат дълга гъста козина, оцветена в черно. Използват се за лов при всякакви атмосферни условия, особено през дъждовните дни на есента и през зимата. Високи са между 44 и 47 см и тежат около 18 кг. Козината им се нуждае често от четкане.
Представителите на тази порода са силни и смели кучета, много бдителни и енергични. Лесни са за обучение и дресировка, но винаги искат награда, за да бъдат щастливи. Обучението изисква продължителни упражнения, за да могат елкхундите да вкарат интелигентността си в работата. Те са отлични ловни кучета и обичат да бъдат в гората.